# John Wood (musikproducent)
John Wood är en engelsk inspelningstekniker och producent, mest känd för sitt arbete med Fairport Convention. Wood har även varit involverad i skivor med Nick Drake, Pink Floyd och Nico.